# Liste der Einträge im National Register of Historic Places im Cameron Parish

Lage des Cameron Parish in Louisiana

Die Liste der Registered Historic Places im Cameron Parish in Louisiana führt alle Bauwerke und historischen Stätten im Cameron Parish auf, die in das National Register of Historic Places aufgenommen wurden.

## Aktuelle Einträge
| [ 2 ] | Name                   | Bild                   | Eintragsdatum        | Lage                                                                 | Ort                     | Beschreibung                           |
| ----- | ---------------------- | ---------------------- | -------------------- | -------------------------------------------------------------------- | ----------------------- | -------------------------------------- |
| 1     | Hebert House           | Hebert House           | 1997 ID-Nr. 97001516 | Kreuzung von Greenhouse Lane und LA 3056 30° 1′ 29″ N, 92° 46′ 13″ W | südlich von Lake Arthur |                                        |
| 2     | Sabine Pass Lighthouse | Sabine Pass Lighthouse | 1981 ID-Nr. 81000290 | Lighthouse Bayou 29° 43′ 0″ N, 93° 51′ 0″ W                          | südlich von Cameron     | Historischer Leuchtturm am Sabine Pass |